# John Taylor (lekkoatleta)
John Baxter Taylor, Jr.  (ur. 3 listopada 1882 w Waszyngtonie, zm. 2 grudnia 1908 w Filadelfii) – amerykański lekkoatleta sprinter, mistrz olimpijski z Londynu z 1908. Był pierwszym Afroamerykaninem, który zdobył złoty medal olimpijski.
Urodził się w rodzinie przedsiębiorcy. Rodzina Taylora przeprowadziła się do Filadelfii i tam ukończył szkoły i studiował na Uniwersytecie Pensylwanii, który ukończył w 1908 jako lekarz weterynarii. W szkole średniej zaczął uprawiać lekką atletykę. Jego główną konkurencją stał się bieg na 400 metrów oraz na 440 jardów. Podczas studiów był mistrzem Stanów Zjednoczonych (AAU) na 440 jardów w 1907 oraz trzykrotnie zdobywał akademickie mistrzostwo USA (IC4A) na tym dystansie w latach 1904, 1907 i 1908.
Był faworytem biegu na 400 metrów podczas igrzysk olimpijskich w 1908 w Londynie, ale w finale zajął ostatnie, czwarte miejsce. Sędziowie nakazali jednak powtórzenie biegu finałowego, ponieważ zwycięzca, Amerykanin John Carpenter ich zdaniem blokował w sposób niedozwolony Brytyjczyka Wyndhama Halswelle’a. Nie zgadzając się z tą decyzją i z dyskwalifikacją Carpentera Taylor (oraz czwarty uczestnik finału William Robbins) odmówili udziału w powtórzonym biegu i Halswelle wygrał walkowerem.
Na tych samych igrzyskach Taylor zwyciężył w sztafecie olimpijskiej, która składała się z biegów na odcinkach o długości kolejno 200 m + 200 m + 400 m + 800 m. Był to jedyny przypadek rozegrania tej konkurencji na igrzyskach olimpijskich. Zwycięska sztafeta amerykańska biegła w składzie William Hamilton, Nathaniel Cartmell, John Taylor i Mel Sheppard.
W 1908 ustanowił rekord życiowy w biegu na dystansie 440 y wynikiem 48,2 s.
Kilka miesięcy po igrzyskach Taylor zmarł na dur brzuszny.